# Saint-Gervais-Terre-Foraine
Saint-Gervais-Terre-Foraine (appelée aussi Saint-Gervais-Terre) est une ancienne commune de l'Hérault  supprimée en 1830. Son territoire a été réparti entre les communes suivantes :
- Rosis, pour l'essentiel du territoire.
- Castanet-le-Haut, pour les hameaux de Ginestet, Fagairolles, la Barraquette, la Coste.
- Saint-Geniès-de-Varensal, pour le hameau d'Albes.
- Saint-Gervais-sur-Mare, pour le hameau des Nières.

Sous l'Ancien régime, la communauté de Saint-Gervais-Terre-Foraine appartenait au diocèse de Castres, sauf Douch, qui dépendait du diocèse de Béziers et Sénas qui dépendait du diocèse de Saint-Pons-de-Thomières.
Lors de la création des départements, la commune était rattachée au département du Tarn jusqu'en l'an X.